# Морозвижд
Морозвижд је средњовековна жупа у сливу реке Брегалнице, са средиштем у истоименом месту Морозвижду (мкд. Мородвис) у Кочанском пољу. Морозвишка жупа је ушла у састав средњовековне српске државе на почетку владавине краља Стефана Милутина (1282-1321), а крајем 14. века је пала под турску власт (1395).